# Stojan Jankulow

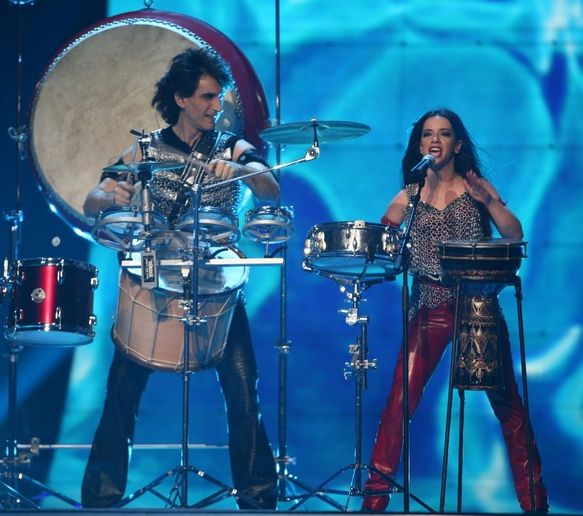
Stojan Jankulow (links) mit Elitsa Todorova beim ESC 2007

Stojan Jankulow (bulgarisch Стоян Янкулов, Stoyan Yankoulov; * 10. September 1966) ist ein bulgarischer Drummer und Perkussionist.

## Leben und Wirken
Jankulow studierte an der Musikschule Ljubomir Pipkow und der Musikakademie Pantscho Wladigerow Perkussionsinstrumente. Er wurde dann Mitglied der Bigband des bulgarischen Rundfunks und spielte daneben in Rock-, Jazz- und Folkbands. Er trat bei Folk- und Jazzfestivals in Bulgarien, Finnland, Belgien, Deutschland, Holland, Frankreich, der Türkei, den USA und Mazedonien auf und arbeitete unter anderem mit Bobby McFerrin, Okay Temiz, Carlo Rizzo, Enwer Ismailow, Iwo Papasow, Miltscho Lewiew und Simeon Schterew zusammen.
Im Jahr 2004 wurde er mit dem bulgarischen Crystal Lira Award in der Kategorie Jazz ausgezeichnet. Er ist Mitglied verschiedener Formationen, unter anderem der Gruppe Vapirov-Donchev-Yankoulov (mit Anatoli Wapirow und Antoni Dontschew), des Stoyan Yankoulov Quintets (mit Eliza Todorowa, Mihail Josifow, Iwan Schopow und Wesselin Wesselinow), des Percussion Trios (mit Carlo Rizzo und Kornél Horváth) und des Zig Zaf Trios (mit Peter Raltschew und Ateshghan Yuseinov). 2007 nahm er mit Eliza Todorowa am Eurovision Song Contest teil und errang den fünften Platz. Auch für den Contest 2013 wurde das Duo nach einer internen Wahl als bulgarischer Vertreter bestimmt, schied jedoch im Halbfinale aus. Mit der Intelligent Music Project wird er am Eurovision Song Contest 2022 in Turin teilnehmen.

## Diskografie
- Fairy Tale Trio: Varna Summer, 1996
- Zone C: The Human Factor, 1996
- Anatoli Wapirow: Magic Water, 1997
- Stefan Waldobrew: …???, 1998
- Fairy Tale Trio (mit Anatoli Wapirow und Teodosij Spassow): Jazz Across the Border, 1999
- Zone C: Live in Bansco, 1999
- Batoro: Tree of Sounds, 2000
- Anatoli Wapirow: Slovanian Mistery, 2000
- Zone C: Live in Bankia, 2001
- Stefan Waldobrew: Propaganda/Chromosom/Silikon, 2001
- Yildiz Ibrahimova: Balkanatolia, 2001
- Balkan Horses Band, 2003
- Batoru: Arabesque, 2003
- Closer, Vapirov/Donchev/Yankoulov, 2006
- Angel Saberski JR Big Band: Hot Brass & Rhythm
- Zig Zag Trio
- Kalinatschi mit Arabel Karajan und der Please Shut Up Band
- Drumboy mit Eliza Todorowa, Teodosij Spassow, Iwo Papasow, Petar Raltschew
- Splinters of Emotions, Vapirov/Donchev/Yankoulov, 2007
- Ultramarin mit Teodosij Spassow, Anatoli Vapirov und Enver Ismailov
- Petar Raltschev mit Petar Raltschew, Nikolai Georgiew, Dimitar Digbojuschki,
- Wasil Parmakow Quartet: Lombrosso
- Teodosij Spassow: Titla
- Teodosij Spassow: Welkya
- Teodosij Spassow & Cosmic Voices: Malka moma the Spirit of Bulgaria